# Carl Kettel
Carl Friedrich Lorenz Kettel (* 2. April 1848 in Weimar, Thüringen; † 29. April 1940 ebenda) war ein deutscher Verleger.

## Leben
Carl Kettel gründete 1873 den Thüringer Volksboten als Parteizeitung der SDAP und war dessen Verleger. Er war 1868 Mitbegründer der Weimarer SDAP und dort eine der zentralen Personen. Eine weitere wichtige Person war der aus Pommern stammende Uhrmachermeister Friedrich Giertz. 1875 gründete Carl Kettel in Apolda den Thüringer Zeitungsverein mit dem Ziel einer Genossenschaftsdruckerei. Im gleichen Jahr war er Abgesandter auf dem Gothaer Parteitag im Tivoli (Gotha).